# Peter et Tillie
Peter et Tillie (Pete 'n' Tillie) est un film américain réalisé par Martin Ritt, sorti en 1972.

## Fiche technique
- Titre : Peter et Tillie
- Titre original : Pete 'n' Tillie
- Réalisation : Martin Ritt
- Scénario : Peter De Vries et Julius J. Epstein
- Production : Julius J. Epstein et Jennings Lang
- Société de production : Universal Pictures
- Musique : John Williams
- Photographie : John A. Alonzo
- Montage : Frank Bracht
- Costumes : Edith Head
- Pays de production : États-Unis
- Format : Couleurs - 2,35:1 - Mono
- Genre : Comédie dramatique
- Durée : 100 minutes
- Date de sortie : 1972

## Distribution
- Walter Matthau : Pete
- Carol Burnett : Tillie
- Geraldine Page : Gertrude
- Barry Nelson : Burt
- Rene Auberjonois : Jimmy Twitchell
- Lee Montgomery : Robbie
- Henry Jones : M. Tucker
- Kent Smith : Père Keating
- Whit Bissell : Ministre
- Cloris Leachman : Tillie Schaefer
- Philip Bourneuf : Dr Willet